# Alexis (écrivaine)
Pour les articles homonymes, voir ALEXIS (Viviane KOUAKOU EPSE MONTÉOMO).
Viviane KOUAKOU EPSE MONTÉOMO, alias ALEXIS, est une écrivaine ivoirienne née le 12 janvier 1976 à Abidjan-Cocody, en Côte d'Ivoire. Elle est une enseignante de formation,.

## Biographie
Elle obtient son baccalauréat série D au lycée moderne de Katiola, en 1997. En 1999, elle fait son entrée au CAFOP Supérieur d’Abidjan, puis obtient un Certificat d’Aptitude Primaire (CAP). Elle enseigne à l’école primaire publique Pli-Akakro, dans la Préfecture de Béoumi, en 2000, puis dans diverses contrées de la région du centre, avant d’intégrer le personnel administratif du Ministère de l’éducation nationale en tant que Chargée de communication à la direction de l’animation, de la promotion et du suivi des comités de gestions (DAPS-COGES/ CAB-MENET-FP) de 2012-2013.
Elle est également écrivaine avec sa première œuvre Amours, choix et regards, un roman édité aux Nouvelles Éditions Balafons,, en mars 2015, en Côte d’Ivoire suivi de cinq autres œuvres.
Membre du bureau exécutif de l'Association des écrivains ivoiriens de Côte d’Ivoire (AECI) comme Trésorière Générale, puis Secrétaire à l'Organisation, ainsi qu’ex-présidente de la section Femme de Amnesty Internationale Côte d’Ivoire, elle est aussi éditrice depuis novembre 2018 d’une maison d’édition.

## Publications
- Amours, choix et regards, roman[9], Nouvelles Éditions Balafons, mars 2015 (Côte d’Ivoire)[10],[11].
- Les ombres de nos avancées, roman[12], nommé pour le prix du manuscrit francophone en 2016, Édition du net, juin 2016 (France) ; réédité en 2021, Éditions Bourgeons de Roses[13].
- La pluie a d’abord été gouttes d’eau, recueil de poèmes[14], Édition Eden (collectif/ Côte d’Ivoire), 2016[15].
- Le Paradis enflammé [16], recueil de nouvelles, Éditions bourgeons de Roses, 2019[17].
- Intimement vôtre[18], recueil de poèmes, Éditions bourgeons de Roses, 2022[19].